# Lieberose
Lieberose is een gemeente in de Duitse deelstaat Brandenburg, en maakt deel uit van het Landkreis Dahme-Spreewald.
Lieberose telt 1.371 inwoners.